# Grúňový potok (přítok Belianského potoka)
Grúňový potok je potok na Liptově, ve východní části okresu Liptovský Mikuláš. Je to pravostranný přítok Belianského potoka, měří 4,1 km a je tokem V. řádu.

## Pramen
Pramení v Liptovské kotlině, v geomorfologickému části Hybianska pahorkatina, severoseverovýchodně od Hrubého Grúně 973,3 m v nadmořské výšce přibližně 915 m.

## Popis toku
Od pramene teče zprvu na jih k soutoku s občasným levostranným přítokem ze severovýchodního úpatí Hrubého Grúně, pak se stáčí na jihozápad a velkým obloukem obtéká masiv Hrubého Grúně na levém břehu, přičemž zároveň teče souběžně s Mlákami na pravém břehu. Hrubý Grúň obtéká postupně po jeho severním, západním i jižním úpatí, na jižním úpatí teče na krátkém úseku na východ a na dolním toku se stáčí na jihovýchod. Do Belianského potoka se vlévá severovýchodně od obce Východná v nadmořské výšce přibližně 807 m.